# Bromley Peak
Der Bromley Peak ist ein 2020 m hoher Berg im ostantarktischen Viktorialand. Er ist der zentrale Gipfel des Horowitz Ridge in der Asgard Range des Transantarktischen Gebirges und ragt 2,9 km westlich des Vogler Peak auf.
Das New Zealand Geographic Board benannte ihn 1998 nach dem neuseeländischen Meteorologen Anthony Maurice (genannt „Tony“) Bromley (* 1945), der 1974 zur Winterbesetzung der Vanda-Station gehörte.